# Plášťový chochol

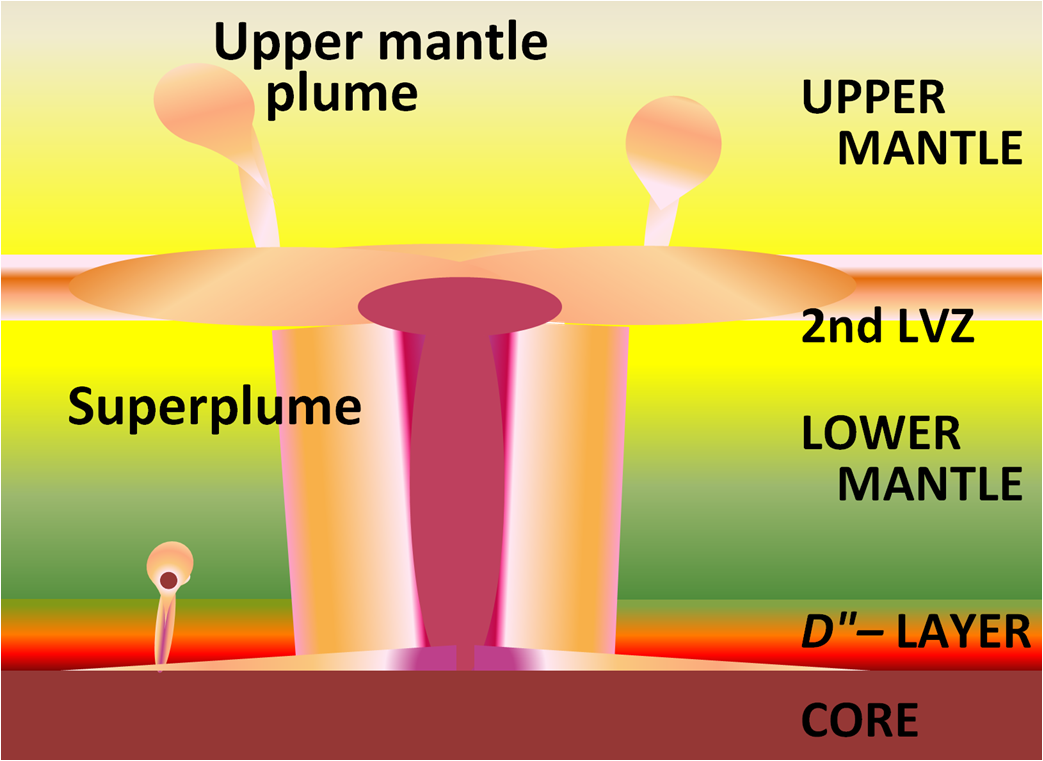
Superchochol vytvářený ochlazováním zemského pláště (LVZ=oblast nízké rychlosti, low-velocity zone)

Plášťový chochol či nesprávně plášťová pluma je oblast teplejšího materiálu v plášti Země (nebo jiné planety), která stoupá vzhůru k povrchu a může mít za následek vznik vulkanických center zvaných horké skvrny nebo také záplavových bazaltů. Jde o druhotný způsob, jakým se planeta ochlazuje, mnohem méně účinný než je ochlazování spjaté s deskovou tektonikou. S konceptem plášťových chocholů přišel ve snaze vysvětlit vulkanická souostroví uprostřed oceánů (jako Havajské ostrovy) v roce 1971 americký geofyzik W. Jason Morgan. Někteří odborníci dávali vznik chocholů do souvislosti s ochlazováním jádra a předpokládalo se tedy, že jde o útvary procházející víceméně celým pláštěm. V nedávné minulosti ale seismická tomografie ukázala široké spektrum chocholů – některé dosahují od povrchu až k rozhraní pláště a jádra, jiné jsou pozorovatelné u povrchu, ale zanikají ve středním plášti a další ještě zřejmě nedosáhly od jádra k povrchu Země. To ukazuje pravděpodobně na velmi dynamický vývoj chocholů v čase.
Mezi nejznámější plášťové chocholy patří Havajský a Islandský.